# منزل الميزوني

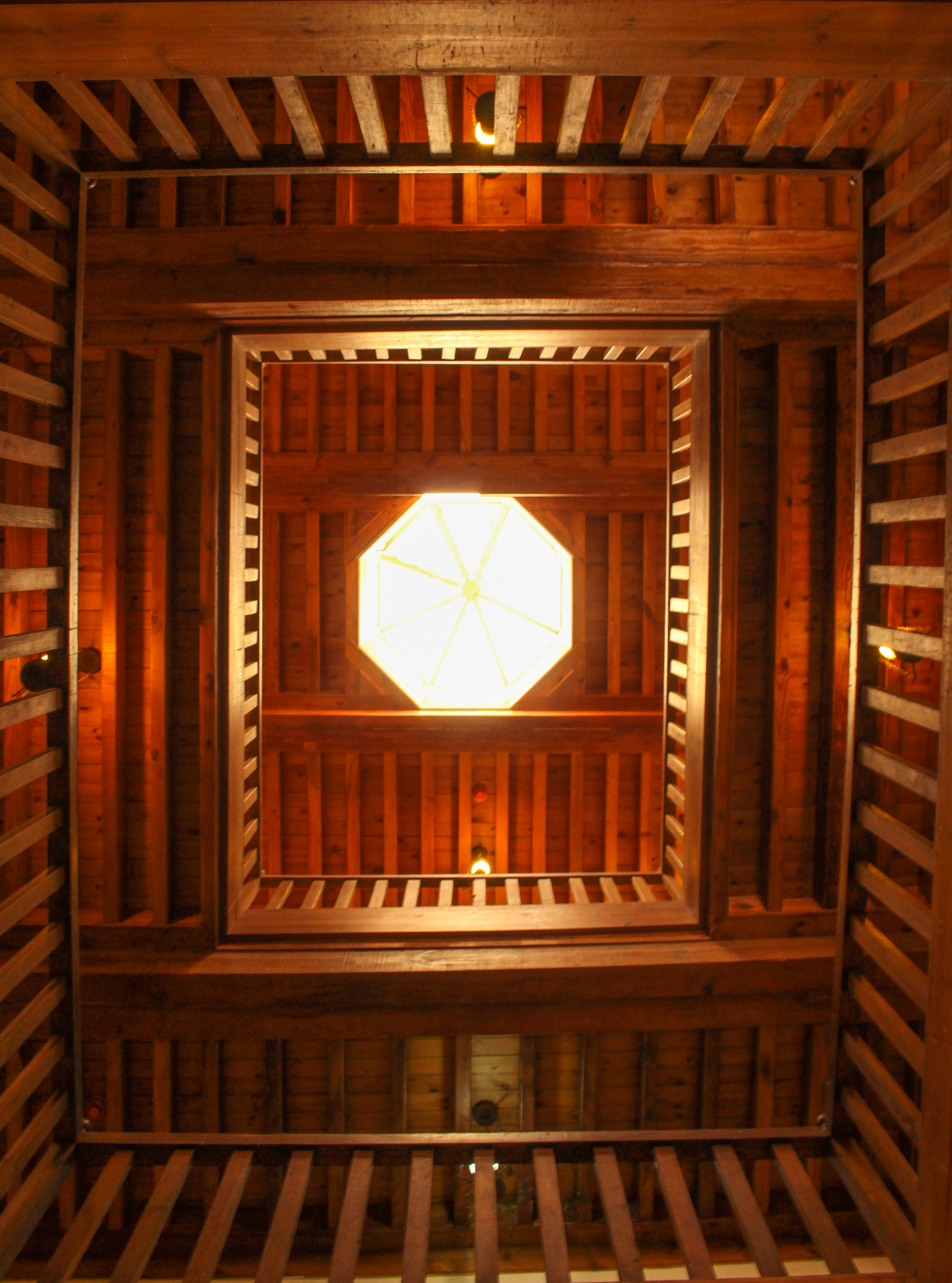
سقف منزل الميزونى.

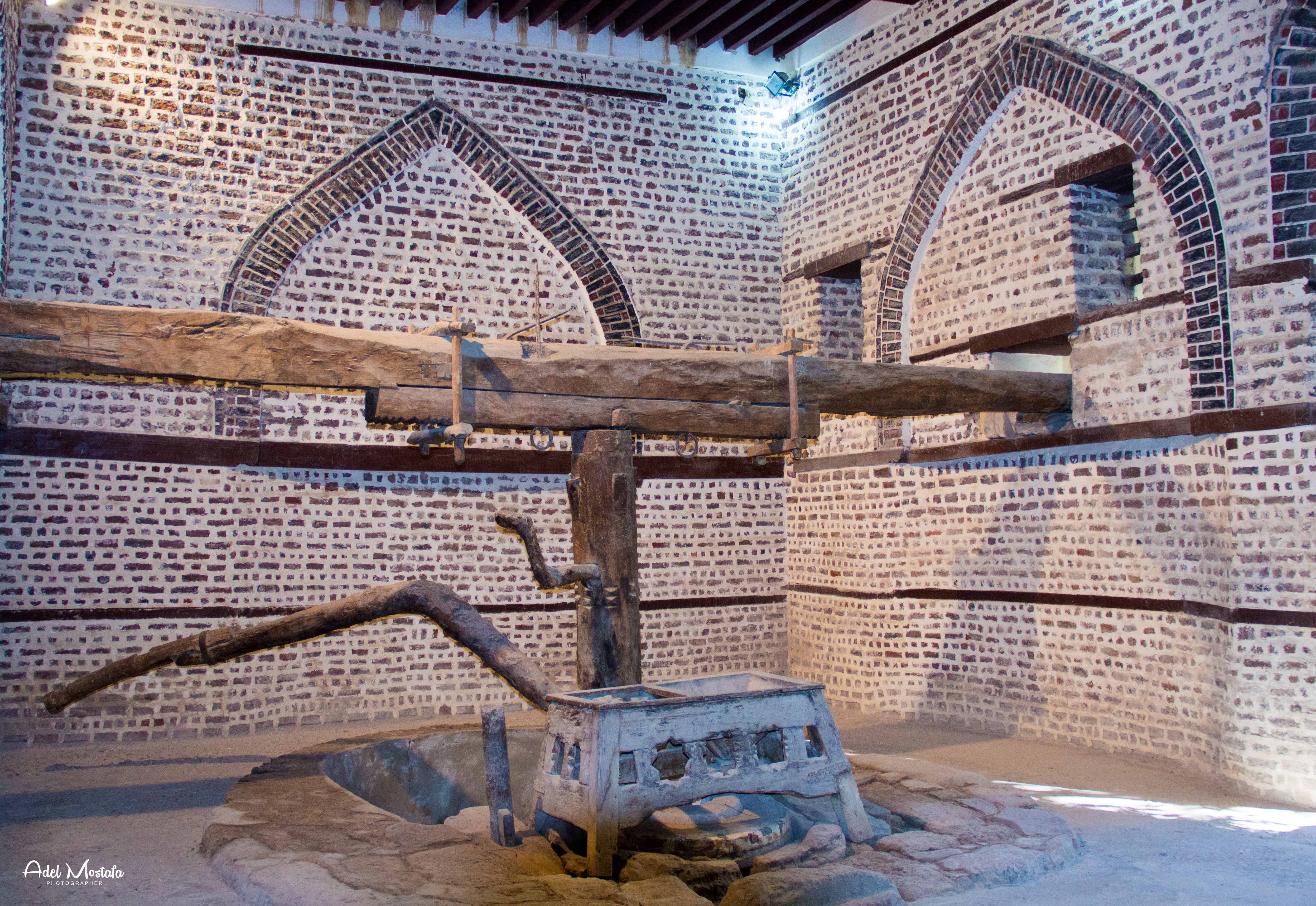
طاحونة منزل الميزونـى.

منــزلي الميــزونــى (1154 هـ / 1740 م):
يقع هذا المنزل بشارع بدر الدين ويتكون من خمسة أدوار ويرجع إلى منشء واحد وإلى فترة واحدة. الواجهة تمتد دون انفصال وبها خمسة أبواب بالدور الأرضى يؤدى أولهما الشرقي لمنزل الميزونى والثانى يؤدى حجرة السبيل والثالث إلى المخزن والرابع يؤدى لسلم منزل جلال والخامس إلى مخزن منزل جلال ويعلو كل من هذه الأبواب منور بالحديد أما الباب المؤدى إلى حجرة السبيل فتعلوه بلاطات قاشانى زخارفها من الأوراق والفروع وزهوراللا اللا والزنبق والرمان بالأصفر والأحمر والأخضر وعلى يسار الباب يوجد شباك السبيل وأسفله حوض رخامى ولوح رخامى عليه النص الخاص بالإنشاء.
تنقسم الواجهة في الأدوار العليا في كل منزل إلى قطاعين أحدهما مرتد (الشرقى) والآخر بارز على ماورده ، وقد شغل الجزء المرتد بكل دور بشباك ومنور وشغل الجزء البارز شبابيك ومشربيات تعلوها مناور.

## المنزل من الداخل
يتكون الدور الأرضى بكل منزل من مخزن مسقوف بأقبية متقاطعة تقوم على أعمدة ويقع به مرحاض في الزاوية الجنوبية الشرقية أما الأدوار العليا فكل منها من ثلاثة قطاعات يمثل أوسطها دور قاعة بها دكة ويمثل الأول حجرة رئيسية وخزانة والثالث حجرة ومرحاض بالدورين الأول والثانى وحجرة ومرحاض وحمام ومطبخ بالدور الثالث وكل من المطبخين مزود بمدخنه تصل إلى سطح الدور الرابع لتصريف الدخان وتوجد فتحة مستطيلة بسقف دورقاعة الدور الثالث بمنزل الميزونى.